# Miquel Torell
Miquel Torell fou un pintor de la darrera pintura gòtica a les comarques gironines que, com en altres períodes, es fa difícil adjudicar-los l'autoria de les poques obres conservades. En l'actualitat, es manté la identificació de Miquel Torell com a Mestre d'Olot, encara que planteja dubtes a alguns historiadors que no la comparteixen.

## Biografia
Miquel Torell fou originari de Girona i actiu en aquesta població i al Rosselló entre el 1471 i el 1486. El 1460 Miquel Torell va entrar com a aprenent al taller del pintor establert a Saragossa Juan Rius. El 1481 va treballar al taller de Ramon Solà II i alguns autors tendeixen a apuntar que la seva relació va ser estreta.

## Obra
Actualment la historiografia tendeix a identificar Miquel Torell com a Mestre d'Olot, fet defensat per Josep Gudiol Ricart o Santiago Alcolea i Gil, entre d'altres.
Tanmateix, si no s'estudia Miquel Torell i el Mestre d'Olot com una unitat, s'atribuirien al pintor anònim conegut com a Mestre d'Olot el retaule de la Pietat (Sant Esteve d'Olot); el retaule gòtic de Santa Cristina de Corçà (1450 – 1500), actualment conservat al Museu d'Art de Girona, el retaule de santa Eulàlia de l'església de Vilella (desaparegut), o diverses taules de la capella del balneari de les Escaldes (desaparegudes). Sota la denominació de Mestre d'Olot probablement s'hagin reunit obres pertanyents altres pintors d'estil desconegut.
Seguint aquesta afirmació, a Miquel Torell se li atribuirien un retaule per a una església de Besalú (encarregat el 1477) i un altre, dedicat a sant Martí, per a l'església parroquial de Cassà de la Selva (1479). A Perpinyà se li atribuiria un retaule dedicat a sant Honorat per a l'església gòtica del Convent del Carme (1481), i la pintura, juntament amb Antoni Joan Guardia, d'un retaule de la Verge per a l'altar major de l'església de Santa Maria de la Real (1486).

## Anàlisi
El professor d'Història de l'Art Medieval de la Universitat de Girona Joan Molina i Figueras sosté la separació de les identitats de Miquel Torell i el Mestre d'Olot. Mentre que del Mestre d'Olot afirma que està «dotat d'unes capacitats tècniques poc brillants» i que «reprodueix de manera constant un conjunt de models i estilemes», de Miquel Torell, «un pintor amb un perfil i activitats força documentades», diu que té «qualitats tècniques notables, capaç d'obtenir el reconeixement i afecte en alguns dels centres més importants de l'àrea gironina-rossellonesa».

### Addicional
- Josep Gudiol i Ricart; Santiago Alcolea i Blanch. Pintura gòtica catalana..., p. 183-184
- Pere Freixas i Camps. «Miquel Torell, el Mestre d'Olot». Dins: Antoni Pladevall i Font [dir.]. L'Art Gòtic a Catalunya. Pintura. Vol. III: Darreres manifestacions. Barcelona: Enciclopèdia Catalana, 2006, p. 198-199.